# Sam Katzman
Pour les articles homonymes, voir Katzman.
Sam Katzman (né le 7 juillet 1901 à New York, mort le 4 août 1973 à Hollywood) est un producteur et réalisateur américain de cinéma. Il a produit surtout des films à petit budget de série B, dont des serials, qui avaient de très bon retours sur investissement pour les studios et ses partenaires financiers. Il a produit plus de 230 films entre 1934 et 1974.

## Biographie
Né dans une famille juive à New York, son père était violoniste. Sam Katzman est entré dans l'industrie cinématographique dès l'âge de 13 ans, et a appris les différents aspects de la production des films, avant de devenir lui-même producteur. Il déménage en Californie en 1924. Il se targuait de produire en moyenne 20 films par an. Il s'est essayé à de nombreux genres, allant des western, la science-fiction, des films musicaux (Rock and Roll, Twist Around the Clock, ...),  des films d'horreur, des road-movies, etc. Il faisait en sorte que les films soient réalisés rapidement et de façon économique. Il était surnommé « Jungle Sam »
Mort à Hollywood, il est enterré à Culver City.

## Films produits
- 1933 : Sa secrétaire privée (His Private Secretary)
- 1934 : Western Justice (en)
- 1934 : A Demon for Trouble (en)
- 1935 : Smokey Smith
- 1935 : Tombstone Terror (en)
- 1935 : Hot Off the Press (en)
- 1935 : Bars of Hate (en)
- 1935 : Alias John Law (en)
- 1935 : The Fighting Coward
- 1935 : Big Calibre (en)
- 1935 : Danger Ahead
- 1935 : A Face in the Fog (en)
- 1935 : Sundown Saunders (en)
- 1936 : Brand of the Outlaws (en)
- 1936 : Rip Roarin' Buckaroo (en)
- 1936 : The Phantom of the Range (en)
- 1936 : Shadow of Chinatown (serial)
- 1936 : The Rogues Tavern
- 1936 : Taming the Wild
- 1936 : Rio Grande Romance
- 1936 : Kelly of the Secret Service
- 1936 : Put on the Spot
- 1936 : Two Minutes to Play
- 1936 : Silks and Saddles
- 1937 : Amateur Crook
- 1937 : Orphan of the Pecos
- 1937 : Brothers of the West
- 1937 : Cheyenne Rides Again
- 1937 : Lost Ranch
- 1937 : Flying Fists
- 1937 : Blake of Scotland Yard (serial)
- 1937 : Million Dollar Racket
- 1937 : Sky Racket
- 1937 : Mystery Range
- 1937 : Feud of the Trail
- 1938 : Six-Gun Trail
- 1938 : Lightning Carson Rides Again
- 1938 : Texas Wildcats
- 1939 : Code of the Cactus
- 1939 : Outlaws' Paradise
- 1939 : Trigger Fingers
- 1939 : The Fighting Renegade
- 1939 : Straight Shooter
- 1939 : East Side Kids
- 1940 : Boys of the City
- 1940 : That Gang of Mine
- 1940 : Pride of the Bowery
- 1941 : Flying Wild
- 1941 : Bowery Blitzkrieg (en) de Wallace Fox
- 1941 : Spooks Run Wild
- 1941 : Le Fantôme invisible (Invisible Ghost)
- 1941 : Zis Boom Bah
- 1942 : Mr. Wise Guy
- 1942 : Let's Get Tough! (en) de Wallace Fox
- 1942 : Smart Alecks
- 1942 : 'Neath Brooklyn Bridge (en) de Wallace Fox
- 1942 : Kid Dynamite
- 1942 : Le Monstre de minuit (Bowery at Midnight) de Wallace Fox
- 1942 : Black Dragons
- 1942 : Le Voleur de cadavres (The Corpse Vanishes) de Wallace Fox
- 1943 : L'Homme-singe (The Ape Man) de William Beaudine
- 1943 : Clancy Street Boys
- 1943 : Ghosts on the Loose
- 1943 : Mr. Muggs Steps Out
- 1943 : Spotlight Scandals
- 1944 : Million Dollar Kid de Wallace Fox
- 1944 : Follow the Leader
- 1944 : Block Busters
- 1944 : Bowery Champs
- 1944 : Crazy Knights
- 1944 : L'Esprit diabolique (Voodoo Man) de William Beaudine
- 1944 : Three of a Kind
- 1944 : Return of the Ape Man
- 1945 : Docks of New York (en) de Wallace Fox
- 1945 : Mr. Muggs Rides Again
- 1945 : Come Out Fighting
- 1945 : Who's Guilty? (serial)
- 1945 : Jungle Raiders (serial)
- 1945 : Trouble Chasers
- 1945 : Brenda Starr, Reporter (en) de Wallace Fox (serial)
- 1946 : Junior Prom
- 1946 : Hop Harrigan America's Ace of the Airways
- 1946 : Freddie Steps Out (en)
- 1946 : Chick Carter, Detective (serial)
- 1946 : High School Hero
- 1946 : Son of the Guardsman (serial)
- 1946 : Betty Co-Ed
- 1947 : Vacation Days
- 1947 : Jack Armstrong (serial)
- 1947 : The Vigilante
- 1947 : Little Miss Broadway
- 1947 : The Sea Hound (serial)
- 1947 : Last of the Redmen
- 1947 : Sweet Genevieve
- 1947 : Two Blondes and a Redhead
- 1947 : Brick Bradford (serial)
- 1948 : Jungle Jim
- 1948 : Racing Luck
- 1948 : Congo Bill
- 1948 : I Surrender Dear
- 1948 : Triple Threat
- 1948 : Superman (serial)
- 1948 : Tex Granger
- 1948 : Mary Lou
- 1948 : Glamour Girl
- 1948 : Le Prince des voleurs (The Prince of Thieves)
- 1948 : The Lost Tribe
- 1949 : The Adventures of Sir Galahad (serial)
- 1949 : Chinatown at Midnight
- 1949 : Barbary Pirate
- 1949 : Batman and Robin (serial)
- 1949 : The Mutineers
- 1949 : Manhattan Angel
- 1949 : Bruce Gentry (serial)
- 1950 : State Penitentiary
- 1950 : Revenue Agent
- 1950 : Jungle Jim in Pygmy Island (en) (Pygmy Island) de William Berke
- 1950 : Pirates of the High Seas (en) de Spencer Gordon Bennet and Thomas Carr  (serial)
- 1950 : Jean Lafitte, dernier des corsaires (Last of the Buccaneers)
- 1950 : Chain Gang
- 1950 : Atom Man vs. Superman (serial)
- 1950 : Captive Girl
- 1950 : Cody of the Pony Express (serial)
- 1950 : Tyrant of the Sea
- 1950 : Mark of the Gorilla
- 1951 : Captain Video
- 1951 : L'Aigle rouge de Bagdad (The Magic Carpet)
- 1951 : The Mysterious Island (serial)
- 1951 : Hurricane Island
- 1951 : La Hache de la vengeance (When the Redskins Rode)
- 1951 : Roar of the Iron Horse (serial)
- 1951 : Purple Heart Diary
- 1951 : Un Américain en Corée (en) (A Yank in Korea) de Lew Landers
- 1951 : La Charge sauvage (en) (Fury of the Congo)
- 1952 : La Revanche d'Ali Baba (Thief of Damascus
- 1951 : Jungle Manhunt
- 1952 : Son of Geronimo: Apache Avenger (en) de Spencer Gordon Bennet (serial)
- 1952 : Last Train from Bombay
- 1952 : Blackhawk: Fearless Champion of Freedom
- 1952 : King of the Congo
- 1952 : A Yank in Indo-China
- 1952 : Jungle Jim in the Forbidden Land
- 1952 : Le Faucon d'or (The Golden Hawk)
- 1952 : La levée des Tomahawks (en) (Brave Warrior) de Spencer Gordon Bennet
- 1952 : Californie en flammes
- 1952 : Voodoo Tiger
- 1952 : Thief of Damascus
- 1952 : Le Trappeur des grands lacs (The Pathfinder )
- 1953 : Slaves of Babylon
- 1953 : Prisoners of the Casbah (en)
- 1953 : Valley of Head Hunters
- 1953 : The Great Adventures of Captain Kidd (serial)
- 1953 : The Lost Planet (serial)
- 1953 : Jack McCall, Desperado
- 1953 : Savage Mutiny
- 1953 : Target Hong Kong
- 1953 : Last of the Redskins
- 1953 : La Guerre voilée (en) (Flame of Calcutta) de Seymour Friedman
- 1953 : Le Serpent du Nil (Serpent of the Nile) de William Castle
- 1953 : Siren of Bagdad
- 1953 : Commando du ciel (en) (Sky Commando) de Fred F. Sears
- 1953 : Killer Ape
- 1953 : Conquest of Cochise
- 1953 : Le Roi pirate (Prince of Pirates )
- 1953 : The 49th Man (en) de Fred F. Sears
- 1953 : Mission Over Korea
- 1953 : Fort Ti
- 1954 : La Terreur des sans-loi (en) (Masterson of Kansas)
- 1954 : Riding with Buffalo Bill (serial)
- 1954 : The Law vs. Billy the Kid
- 1954 : The Saracen Blade
- 1954 : Jungle Man-Eaters
- 1954 : Gunfighters of the Northwest (en) de Spencer Gordon Bennet (serial)
- 1954 : Jesse James vs. the Daltons
- 1954 : The Iron Glove
- 1954 : La Charge des lanciers (Charge of the Lancers)
- 1954 : Drums of Tahiti
- 1954 : The Miami Story
- 1954 : La Bataille de Rogue River (The Battle of Rogue River)
- 1954 : Cannibal Attack
- 1955 : Jungle Moon Men
- 1955 : Devil Goddess
- 1955 : Creature with the Atom Brain
- 1955 : Le monstre vient de la mer (It Came from Beneath the Sea)
- 1955 : Sur les docks (New Orleans Uncensored) de William Castle
- 1955 : Meurtres à responsabilité limitée (Chicago Syndicate)
- 1955 : The Crooked Web
- 1955 : Inside Detroit
- 1955 : Teen-Age Crime Wave
- 1955 : Duel on the Mississippi
- 1955 : The Gun That Won the West
- 1955 : Adventures of Captain Africa, Mighty Jungle Avenger!
- 1955 : Seminole Uprising
- 1955 : Pirates of Tripoli
- 1956 : The Houston Story
- 1956 : Meurtres à Miami (Miami Exposé)
- 1956 : Perils of the Wilderness (serial)
- 1956 : Blackjack Ketchum, Desperado
- 1956 : Blazing the Overland Trail (serial)
- 1956 : Cha-Cha-Cha Boom!
- 1956 : Rumble on the Docks
- 1956 : Les soucoupes volantes attaquent (Earth vs. the Flying Saucers) de Fred F. Sears
- 1956 : The Werewolf
- 1956 : Uranium Boom
- 1956 : Rock and Roll (Rock Around the Clock)  de Fred F. Sears
- 1957 : Utah Blaine
- 1957 : Le Pénitencier de la peur (The Man Who Turned to Stone)
- 1957 : Calypso Heat Wave
- 1957 : Don't Knock the Rock
- 1957 : The Giant Claw
- 1957 : Zombies of Mora Tau
- 1957 : The Night the World Exploded
- 1957 : Escape from San Quentin
- 1957 : The Tijuana Story
- 1958 : The World Was His Jury
- 1958 : Going Steady
- 1958 : Crash Landing
- 1958 : Life Begins at 17
- 1959 : The Last Blitzkrieg
- 1959 : Juke Box Rhythm
- 1959 : The Flying Fontaines
- 1959 : Lock Up Your Daughters
- 1960 : Le Général ennemi (The Enemy General)
- 1960 : The Wizard of Baghdad
- 1961 : Tallahassee 7000 (TV series)
- 1961 : Twist Around the Clock
- 1961 : Don't Knock the Twist
- 1961 : Pirates of Tortuga
- 1961 : The Wizard of Baghdad
- 1962 : Fureur à l'ouest (The Wild Westerners)
- 1963 : Hootenanny Hoot
- 1964 : Get Yourself a College Girl
- 1964 : Kissin' Cousins
- 1964 : Your Cheatin' Heart
- 1965 : C'est la fête au harem (Harum Scarum)
- 1965 : When the Boys Meet the Girls
- 1966 : Hold On!
- 1967 : Terreur au kilomètre (Hot Rods to Hell)
- 1967 : Riot on Sunset Strip
- 1967 : The Fastest Guitar Alive
- 1967 : Rue des hippies (The Love-Ins)
- 1968 : For Singles Only
- 1968 : A Time to Sing
- 1968 : The Young Runaways
- 1969 : Angel, Angel, Down We Go
- 1970 : How to Succeed with Sex
- 1972 : The Loners